# Moritz Ludwig (Hockeyspieler)
Moritz Ludwig (* 14. September 2001) ist ein deutscher Hockeyspieler, der 2023 Weltmeister wurde und bei den olympischen Sommerspielen in Paris 2024 eine Silbermedaille erspielte.

## Sportliche Karriere
Moritz Ludwig spielte in der Jugend beim TV Jahn Hiesfeld und wechselte dann zu Uhlenhorst Mülheim. Er besuchte das Gustav-Heinemann-Gymnasium in Dinslaken.
Von 2016 bis 2022 nahm er an 64 Länderspielen in den verschiedenen Altersklassen im Junioren-Bereich teil. Seine größten Erfolge waren der dritte Platz bei der U18-Europameisterschaft 2018, der erste Platz beider U21-Europameisterschaft 2019, der zweite Platz bei der U21-Weltmeisterschaft 2021 und ebenfalls der zweite Platz bei der U21-Europameisterschaft 2022.
Am 17. Januar 2020 debütierte Ludwig in der Nationalmannschaft im Rahmen der Hallenhockey-Europameisterschaft. Ludwig war der jüngste Spieler im Kader und wirkte in allen fünf Spielen mit. Mit einem 6:3-Sieg über Österreich gewannen die Deutschen den Titel. Sein erstes Länderspiel im Feldhockey bestritt Ludwig am 16. Februar 2022.
Bei der Weltmeisterschaft 2023 in Bhubaneswar wurde Ludwig in allen sieben Spielen eingesetzt, im Vorrundenspiel gegen Südkorea erzielte Ludwig sein einziges Turniertor. Nach dem Halbfinalerfolg gegen die Australier trafen die Deutschen im Endspiel auf die belgische Mannschaft, gegen die die Deutschen bereits in der Vorrunde Unentschieden gespielt hatten. Auch das Finale endete unentschieden und die deutsche Mannschaft siegte im Shootout. Bei den Olympischen Spielen 2024 in Paris gewann die deutsche Mannschaft ihre Vorrundengruppe vor den Niederländern, die im direkten Vergleich mit 1:0 bezwungen wurden. Mit einem 3:2 gegen die Argentinier und einem 3:2 im Halbfinale gegen die Inder erreichten die Deutschen das Finale gegen die Niederländer. Nach der regulären Spielzeit stand es 1:1 und dann unterlagen die Deutschen im Shootout.
Bis 16. August 2024 kam er in 63 Länderspielen zum Einsatz, davon vier in der Halle.